# Amblyeleotris diagonalis
Amblyeleotris diagonalis es una especie de peces de la familia de los Gobiidae en el orden de los Perciformes.

## Morfología
Los machos pueden llegar a alcanzar los 11 cm de longitud total.

## Distribución geográfica
Se encuentra en Kenia, Madagascar, Mar Rojo, Golfo Pérsico, Sri Lanka, Mar de Andaman, Guadalcanal (Islas Salomón), Flores (Indonesia) y la Gran Barrera de Coral. 

## Observaciones
Es inofensivo para los humanos. 